# Andrew Murray (1828–1917)
Andrew Murray, född 9 maj 1828, död 18 januari 1917, var en sydafrikansk författare, lärare, pastor och helgelseförkunnare. Han var en centralgestalt inom helgelserörelsen. Genom sina skrifter, blev Murray en ledare inom "Inner Life"/"Higher Life"/Keswickrörelsen, och hans tro på helbrägdagörelse genom tron och hans tro på de apostoliska nådegåvornas fortsättning, gjorde honom till en betydelsefull föregångare till pingströrelsen.
Murray skrev mest om det inre livet i Kristus, och var en sann mystiker.
Han brann för missionen, och betraktade missionen som "the chief end of the church".